# 原开滦煤矿办公楼
原开滦煤矿办公楼也作原天津电报总局大楼，为原开滦煤矿公司的办公大楼，位于当时的天津法租界的霞飞路（Avenue Joffre）（今和平区花园路4号，赤峰道65号至69号），目前是天津市文物保护单位和一般保护等级历史风貌建筑。现为天津市邮政管理局办公楼大楼。

## 建筑
原开滦煤矿办公楼于1923年设计，1924年建成。为三层砖混结构带地下室，是一座简化形式的古典建筑。